# Автошлях М 02
Автошлях М 02 (Кіпті — Глухів — Бачівськ (державний кордон із Росією)) — автомобільний шлях міжнародного значення на території України. Проходить територією Чернігівської та Сумської областей. Збігається з частиною Європейського автомобільного маршруту E101 (Москва — Київ).
Починається у Кіптях (село на автошляху М01 в Чернігівській області), проходить через Батурин, Кролевець і закінчується на контрольно-пропускному пункті Бачівськ, звідки прямує на Брянськ, а далі — на Москву.

## Загальна довжина
Кіпті — Глухів — Бачівськ (на м. Брянськ) — 254,5 км.

## Маршрут
Автошлях проходить через такі населені пункти:
| Автошлях М 02             |                   |
| Чернігівська область      |                   |
| Чернігівський район       |                   |
| Кіпті                     | М01E95E101        |
| Розівка                   |                   |
| Ніжинський район          |                   |
| Лихачів                   | Т 2525            |
| Зруб                      | Р67               |
| Бобрик                    |                   |
| Вертіївка                 | Р67               |
|                           | Т 2551            |
|                           | Т 2559            |
|                           | Т 2552            |
|                           | Т 2524            |
|                           | Т 2521Т 2523      |
|                           | Т 2531            |
| Батурин                   | Р61               |
| Мости                     |                   |
| Новгород-Сіверський район |                   |
| Сумська область           |                   |
| Конотопський район        |                   |
| Чернігівська область      |                   |
| Новгород-Сіверський район |                   |
|                           | Р82               |
| Сумська область           |                   |
| Конотопський район        |                   |
| Лапшине                   |                   |
| Кролевець                 | Т 2503Т 1907Р60   |
| Шосткинський район        |                   |
| Береза                    | E38E391Р65        |
| Бачівськ                  | М3 Е101 • Брянськ |

## Галерея

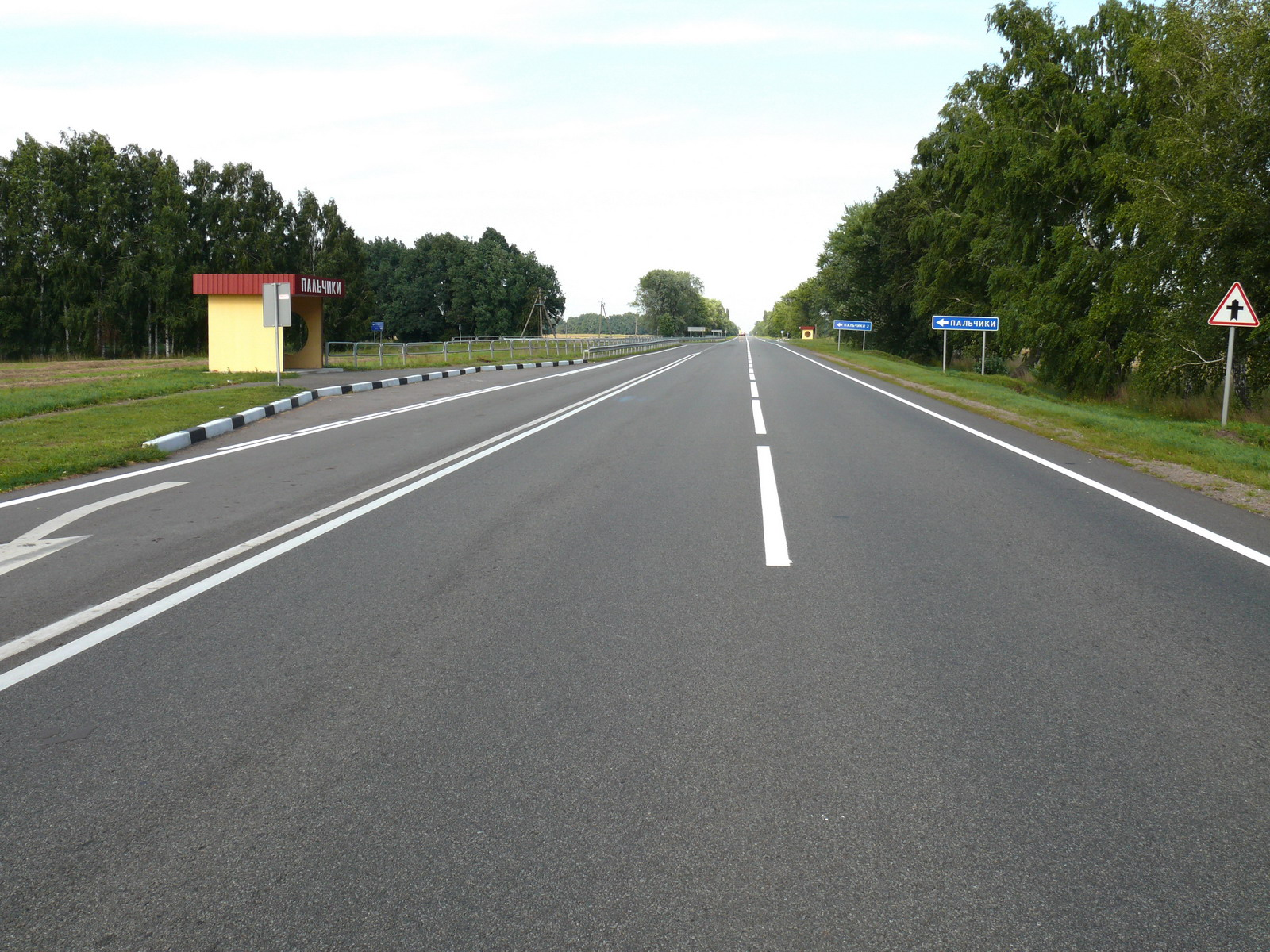
Траса біля села Пальчики

## Туристика
Цікавість для туристів може являти:
- Давнє місто Батурин: колишня резиденція гетьмана України (1687–1709), собор, пам'ятник П. Прокоповичу.
- Місто Кролевець: центр народних промислів.
- Давнє місто Глухів, засноване згідно з Іпатіївським літописом, в 1152 році, коли київський князь «придоша на в'ятичі … також на Мценськ, звідти ж йдоша на Глухів, ту й сташа …» Протягом декількох десятиліть вісімнадцятого століття Глухів був столицею України (резиденція гетьмана України в 1709–1764). У забудові міста брали участь відомі архітектори, у тому числі Андрій Квасов, проте в результаті численних пожеж (найбільша в 1748) збереглося дуже мало архітектурних пам'яток стародавнього Глухова.

У місті зупинялися видатні діячі літератури і мистецтва, зокрема, Давид Гурамішвілі, Микола Гоголь, Тарас Шевченко, Олександр Довженко та інші. Зараз у місті можна побачити Миколаївську церкву (XVII століття), Тріумфальні ворота (1785), Краєзнавчий музей, Будинки педагогічного інституту (1874), музичної школи (1738), пам'ятники Д. Бортнянському, М. Березовському, Готель.